# تیم ملی بسکتبال سیرالئون
تیم ملی بسکتبال سیرالئون، نماینده سیرالئون در مسابقات بین المللی بسکتبال است. این تیم توسط فدراسیون ملی بسکتبال این کشور اداره می شود.